# Merscheid (Morbach)
Merscheid ist ein Dorf und Ortsbezirk der verbandsfreien Gemeinde Morbach im Hunsrück in Rheinland-Pfalz. Der Ort hat etwa 400 Einwohner (2019).

## Geographie
Der Ort liegt in einem Seitental der Dhron im Hunsrück. Zu Merscheid, das vom Lenscherter Bach in ein Ober- und Unterdorf gliedert wird, gehören auch die Weiler Götzenfeld (Heinzerbach), Hölzbach und Dörrwiese, sowie der Wohnplatz Reinhardsmühle.

## Geschichte
Merscheid bekam 1723 die Marktrechte verliehen.
Das Linke Rheinufer wurde 1794 im ersten Koalitionskrieg von französischen Revolutionstruppen besetzt. Von 1798 bis 1814 war Merscheid ein Teil der Französischen Republik (bis 1804) und anschließend des Napoleonischen Kaiserreichs, zugehörig dem Saardepartement. Auf dem Wiener Kongress (1815) kam die Region an das Königreich Preußen, der Ort wurde 1816 dem Regierungsbezirk Trier, Bürgermeisterei Morbach (ab 1927 Amt Morbach, ab 1968 Verbandsgemeinde Morbach) zugeordnet.
Nach dem Ersten Weltkrieg gehörte das Gebiet zum französischen Teil der Alliierten Rheinlandbesetzung. Nach dem Zweiten Weltkrieg wurde Merscheid innerhalb der französischen Besatzungszone Teil des damals neu gebildeten Landes Rheinland-Pfalz.
Am 31. Dezember 1974 wurde aus der bis dahin eigenständige Ortsgemeinde Merscheid mit zu diesem Zeitpunkt 432 Einwohnern und den anderen 18 Ortsgemeinden der Verbandsgemeinde Morbach die verbandsfreie Gemeinde Morbach (Einheitsgemeinde) gebildet.

## Politik

### Ortsbezirk
Merscheid ist gemäß Hauptsatzung einer von 19 Ortsbezirken der Gemeinde Morbach. Er wird politisch von einem Ortsbeirat und einem Ortsvorsteher vertreten.
Der Ortsbeirat von Merscheid besteht aus sieben Mitgliedern, die bei der Kommunalwahl am 9. Juni 2024 in einer Mehrheitswahl gewählt wurden, und dem ehrenamtlichen Ortsvorsteher als Vorsitzendem.
Michael Adamietz wurde am 12. August 2019 Ortsvorsteher von Merscheid. Bei der Direktwahl am vorangegangenen 26. Mai war er mit einem Stimmenanteil von 83,77 % gewählt worden. Bei der nächsten Direktwahl am 9. Juni 2024 wurde Adamietz als einziger Bewerber mit 89,57 % für weitere fünf Jahre in seinem Amt bestätigt.
Seine Vorgänger waren seit 2009 Bernd Flesch und zuvor Wolfgang Martini.

### Wappen
Das Wappen des Ortes zeigt auf grünem Grund und silbernem Boden im Schildfuß, den Heiligen Georg auf einem rechtshin gerichteten, silbernen Pferd. Der Heilige Georg trägt eine goldene Rüstung und tötet einen Lindwurm, der am Boden liegt. Der Heilige Georg ist der Pfarrpatron der Gemeinde Merscheid.

## Kultur und Sehenswürdigkeiten
Der Merscheider Markt ist ein bekannter Bauern- und Tiermarkt in der Region.